# Бара (Тимиш)
Бара (рум. Bara) насеље је у Румунији у округу Тимиш у општини Бара. Oпштина се налази на надморској висини од 197 m.

## Прошлост
Аустријски царски ревизор Ерлер је 1774. године констатовао да место припада Барачком округу, Липовског дистрикта. Становништво је било претежно влашко.
Када је 1797. године пописан православни клир ту су била два свештеника. Пароси, поп Јован Беличић (рукоп. 1790) и поп Јован Поповић (1777) служили су се само румунским језиком.

## Становништво
Према подацима из 2002. године у насељу је живело 378 становника.

### Попис2002.
| Расподела становништва по националности 2002.‍ | Расподела становништва по националности 2002.‍ | Расподела становништва по националности 2002.‍ | Расподела становништва по националности 2002.‍ | Расподела становништва по националности 2002.‍ |
| --------------------------------------------- | --------------------------------------------- | --------------------------------------------- | --------------------------------------------- | --------------------------------------------- |
|                                               |                                               |                                               |                                               |                                               |
| Румуни                                        | Румуни                                        |                                               | 367                                           | 97,9%                                         |
| Мађари                                        | Мађари                                        |                                               | 8                                             | 2,1%                                          |

### Хронологија
| Година       | 1992 | 1993 | 1994 | 1995 | 1996 | 1997 | 1998 | 1999 | 2000 | 2001 | 2002 | 2003 | 2004 | 2005 | 2006 | 2007 | 2008 | 2009 | 2010 | 2011 | 2012 | 2013 | 2014 | 2015 | 2016 | 2017 |
| ------------ | ---- | ---- | ---- | ---- | ---- | ---- | ---- | ---- | ---- | ---- | ---- | ---- | ---- | ---- | ---- | ---- | ---- | ---- | ---- | ---- | ---- | ---- | ---- | ---- | ---- | ---- |
| Становништво | 316  | 303  | 299  | 309  | 326  | 317  | 299  | 283  | 282  | 290  | 290  | 286  | 289  | 289  | 294  | 306  | 314  | 324  | 318  | 315  | 333  | 330  | 324  | 326  | 319  | 306  |